# الاحتجاجات الروسية ضد الغزو الروسي لأوكرانيا (2022)
بعد الغزو الروسي لأوكرانيا في فبراير 2022، اندلعت المظاهرات والاحتجاجات المناهضة للحرب في جميع أنحاء روسيا. وقوبلت هذه الاحتجاجات بقمع واسع النطاق من قبل السلطات الروسية، حيث تم اعتقال أكثر من 6500 متظاهر خلال بضعة أيام من 24 فبراير إلى 2 مارس.

## احتجاجات في الشارع الروسي

### فبراير 2022
وجهت لجنة التحقيق الروسية، مساء الهجوم الروسي على أوكرانيا، تحذيرا للروس المتظاهرين ضد الحرب من أنهم سيواجهون تداعيات قانونية لانضمامهم إلى احتجاجات غير مرخصة تتعلق بـ «الوضع السياسي الخارجي المتوتر». وفي هذا الشأن دعت الناشطة المعارضة مارينا ليتفينوفيتش على إنستغرام للاحتجاجات في الشوارع مساء يوم 24 فبراير  لكن الشرطة الروسية احتجزتها أثناء مغادرتها منزلها. وفي ذلك المساء، خرج الآلاف إلى الشوارع في انحاء روسيا للاحتجاج على الحرب. وكانت أكبر المظاهرات في موسكو، حيث تجمع 2000 متظاهر بالقرب من ساحة بوشكين، وسانت بطرسبرغ، حيث تجمع ما يصل إلى 1000 متظاهر. وتظاهر المئات في يكاترينبرج،  كما كانت هناك مظاهرات في تشيليابينسك ونيجني نوفغورود ونوفوسيبيرسك وبيرم. بحلول نهاية مساء يوم الغزو، وفقًا لمراقب OVD-Info ، كان هناك 1820 عملية اعتقال في 58 مدينة، 1002 منها في موسكو فقط. وبررت وزارة الداخلية الروسية هذه الاعتقالات بأنها استمراراً «الاحترازات المفروضة للتصدي على فيروس كورونا، بما في ذلك المناسبات العامة».
في اليوم التالي 25 فبراير، زاد عدد الاحتجاجات في موسكو، وسانت بيترزسبيرغ، ومدن أخرى، مرددين «لا للحرب». ونتجت عن هذه الإحتجاجات 437 حالة اعتقال في 26 مدينة روسية، 226 منها في موسكو و130 في سانتبيترزبيرغ
في 26 فبراير، قرر المتظاهرين الروس تقليل عدد عمليات الاعتقال من خلال تنظيم احتجاجات فردية في موسكو وساحات المدن الأخرى. حيث تجمع آخرون في مجموعات صغيرة من أجل التحرك بشكل أكثر خفة في الشوارع. وتجمع المئات في يكاترينبورغ وهم يهتفون «لا للحرب!». وعلى مدار اليوم، قُبض على ما لا يقل عن 469 شخصًا في 34 مدينة، نصفهم تقريبًا في موسكو، مما رفع العدد الإجمالي للاعتقالات إلى أكثر من 3000.
استمرت الاحتجاجات في 27 فبراير  وتزامنت مع الذكرى السابعة لمقتل السياسي المعارض بوريس نيمتسوف، وجرت الاعتقالات في نصب تذكاري مرتجل خارج الكرملين حيث قتل نيمتسوف بالرصاص. تجمع حوالي 1000 شخص في مسيرة احتجاجية مناهضة للحرب بالقرب من جوستيني دفور العظيم في سانت بطرسبرغ. وفقًا لـ OVD-Info ، بحلول وقت مبكر من مساء الأحد، احتجزت الشرطة ما لا يقل عن 900 محتج روسي في 44 مدينة، مما رفع العدد الإجمالي للاعتقالات إلى أكثر من 4000 منذ بدء الحرب. بحلول نهاية اليوم، ارتفع هذا العدد إلى حوالي 2710 اعتقالًا (ما لا يقل عن 5844 في المجموع منذ بداية الحرب)، بما في ذلك ما لا يقل عن 1269 اعتقالًا في موسكو و 1034 في سانت بطرسبرغ. KPRF (الحزب الشيوعي لروسيا الاتحادية) ،  حزب حرية الشعب،  ويابلوكو، تحدثوا ضد الحرب على أوكرانيا. في نفس اليوم، شاحنة صغيرة عليها علامات كتب عليها «أيها الناس، استيقظوا!»، «هذه حرب»، «بوتين حثالة!» تحطمت واشتعلت فيها النيران في ميدان بوشكينسكايا.

### مارس
في 1 مارس ظهرت تقارير وصور على وسائل التواصل الاجتماعي، أعيد نشرها وأكدتها صحيفة نوفايا جازيتا، تظهر أطفال المدارس الابتدائية خلف القضبان، وقد اعتقلتهم الشرطة في موسكو لوضعهم الزهور في السفارة الأوكرانية ورفعهم لافتات كتب عليها «لا للحرب». أقيم مركز احتجاج خاص في يكاترينبورغ واكتظ بالمعتقلين بسبب الاحتجاجات.
في 2 مارس كانت الفنانة إيلينا أوسيبوفا، البالغة من العمر 77 عامًا إحدى الناجيات من حصار لينينغراد، من بين الذين اعتقلوا في مظاهرة مناهضة للحرب في سانت بطرسبرغ. انتشرت مقاطع فيديو اعتقالها على نطاق واسع على تويتر وريديت. استمرت إجراءات الشرطة ضد المتظاهرين في اليوم التالي.
في 4 مارس اعتُقلت الناشطة يوليا جاليامينا واحتُجزت في انتظار المحاكمة بتهمة انتهاك قانون الأحداث العامة لمحاولتها تنظيم احتجاج مناهض للحرب.
في 5 مارس وقبل الاحتجاجات المخطط لها في 6 مارس، داهمت الشرطة وفتشت واحتجزت مئات الصحفيين والسياسيين والناشطين الروس.
في 6 مارس، كانت هناك احتجاجات في ما لا يقل عن 60 مدينة، بما في ذلك فلاديفوستوك، وإيركوتسك، وخاباروفسك. أفادت منظمة أو في دي-إنفو الإعلامية عن أكثر من 5,000 عملية اعتقال طوال اليوم. أبلغت وزارة الداخلية الروسية عن أكثر من 3,500 حالة اعتقال. انتشر مقطع فيديو يظهر حاكم منطقة كيمروفسكايا سيرغي تسيفيليف وهو يحاول تبرير الاعتداء على المتظاهرين في ذلك اليوم انتشار النار في الهشيم.
في 8 مارس، اليوم العالمي للمرأة، أفادت جماعة المقاومة النسائية المناهضة للحرب أن النساء وضعن الزهور في المعالم الأثرية للحرب في 94 مدينة روسية وعالمية، من بينها: سانت بطرسبرغ، وموسكو، وفلاديفوستوك، ويكاترينبورغ، ونوفوسيبيرسك، وكراسنويارسك، وكاناش، وياروسلافل، وسيكتيفكار، وسمولينسك، ولوغا، وليتكرينو، وإيجيفسك، وفولغوغراد، وإيركوتسك، ونيجني نوفغورود، وأوفا، وأومسك، ومايتشي، وغيلينجيك، وبيرم، وقازان، وزيلينوغراد، وبالاشوف، وساراتوف، وبييسك، وخيمكي، وتشيليابنسك، وكراسنودار، ونوفوفورونيج، وفولوغدا، وكوروليف، وترويتسك، وسربوخوف، وفلاديمير، وريفدا، وتولياتي، وكالينينغراد، ونابريجنيي تشلني، وفولغودونسك، ورامنسكوي، وسامارا، ومزرعة لينينافان، وستافروبول، وأرخانغلسك، ويوشكار-أولا، وكراسنوغورسك، ونوفوكويبيشفسك، وجليزنافودسك، وموروم، وسنيجيري، وتولا، وغريبيفو، ودولغوبروندي، وميرين، وفلاديقوقاز، وألاغير. أمرت الشرطة النساء بوضع الزهور في غوستيني دفور في سانت بطرسبرغ لتفريقهن، واعتقلت أكثر من خمسة. في موسكو أغلِقت حديقة ألكسندر لمنع الوصول إلى قبر الجندي المجهول، لذلك تركت الزهور في مكان قريب. اعتقلت 11 فتاة في ميدان مانيجنايا بموسكو. اعتقِل ما لا يقل عن 93 شخصًا، 60 منهم على الأقل في موسكو.
في الأسبوع الذي تلا اليوم العالمي للمرأة، انتشرت عدة مقاطع فيديو على وسائل التواصل الاجتماعي تظهر الشرطة الروسية وهي تعتقل المتظاهرين لمجرد رفع لافتة فارغة. من بين الاعتقالات الأخرى التي انتشرت على نطاق واسع اعتقال امرأة لأنها رفعت لافتة صغيرة كتب عليها بالروسية «два слова» (والتي تعني «كلمتان»).

## إجراءات مباشرة أخرى
في فارونيش ولوخوفايتسي، سُجلت حالات إحراق مكاتب التجنيد العسكري وإدارات الشرطة في كراسنويارسك وسمولينسك. استخدِمت الزجاجات الحارقة.
في 14 مارس عطلت مارينا أوفسيانيكوفا، محررة القناة الأولى في روسيا، مجموعة البرنامج الإخباري الرئيسي للقناة (فريميا) خلال وقت الذروة من خلال رفعها للافتة عليها رسالة مناهضة للحرب. وكُتب على اللافتة: «لا للحرب. أوقفوا الحرب. لا تصدقوا الدعاية، فهنا يكذبون عليكم. الروس ضد الحرب». أصدرت أوفسيانيكوفا، وهي من أب أوكراني وأم روسية، مقطع فيديو مسجل مسبقًا في أو في دي-إنفو أعربت فيه عن خزيها لدورها في نشر «دعاية الكرملين» في القناة الأولى. احتجزتها الشرطة في وقت لاحق من ذلك المساء، بحسب وكالة تاس. مع ذلك، أعرب محامو حقوق الإنسان عن مخاوفهم لعدم تمكنهم من تحديد مكانها بعد أكثر من اثنتي عشرة ساعة من اعتقالها.

### العرائض والرسائل المفتوحة
في الأسابيع التي سبقت الغزو، كانت هناك دلائل على تنامي المشاعر المناهضة للحرب في سانت بطرسبرغ. في بداية شهر فبراير وقّع أكثر من 150 ناشطًا ومؤلفًا وأكاديميًا روسيًا بارزًا على رسالة مفتوحة، «لو لم تكن هناك حرب قط!»، احتجاجًا على «حزب الحرب في القيادة الروسية» ووسائل الإعلام الحكومية.
بعد الغزو، أعلن الروسي الحائز على جائزة نوبل للسلام دميتري موراتوف أن صحيفة نوفايا جازيتا ستنشر نسختها التالية باللغتين الأوكرانية والروسية. وقّع موراتوف، والصحافي ميخائيل زيغار، والمخرج السينمائي فلاديمير ميرزوييف وآخرون على وثيقة تنص على أن أوكرانيا لا تشكل تهديدًا لروسيا ودعوة المواطنين الروس «لقول لا لهذه الحرب». أطلقت مراسلة كوميرسانت إلينا تشيرنينكو عريضة مناهضة للحرب وقعها أكثر من 250 صحفيًا. وقّع أكثر من 250 عالمًا رسالة أخرى تدين الحرب، ووقّع ما يقرب من 200 من أعضاء المجلس البلدي في موسكو ومدن أخرى على رسالة ثالثة مفتوحة. في 24 فبراير بدأ الناشط في مجال حقوق الإنسان ليف بونوماريوف عريضة على الإنترنت للاحتجاج على الغزو، وحصل على 289,000 توقيع بحلول نهاية اليوم. بحلول الأول من مارس، كانت العريضة قد جمعت أكثر من مليون صوت. في 26 فبراير نشر مواطن روسي عريضةً لعزل بوتين على موقع Change. org، وجمع أكثر من 200,000 توقيع بحلول نهاية 27 فبراير. وقّع أكثر من 30 ألف عامل في مجال التكنولوجيا، و6,000 عامل طبي، و3,400 مهندس معماري، وأكثر من 4,300 معلم، وأكثر من 17,000 فنان، و5,000 عالم، و2,000 ممثل ومخرج وشخصيات إبداعية أخرى رسائل مفتوحة تطالب حكومة بوتين بوقف الحرب. فقد بعض الروس الذين وقعوا عرائض ضد الحرب الروسية في أوكرانيا وظائفهم.
وقّع 1,200 طالب وأعضاء من هيئة التدريس وموظفون في معهد موسكو الحكومي للعلاقات الدولية، التابع لوزارة الخارجية، خطابًا مفتوحًا يفيد بأنهم «يعتبرون أنه من غير المقبول أخلاقيًا البقاء على الهامش والتزام الصمت عندما يموت الناس في دولة مجاورة. إنهم يموتون بسبب خطأ أولئك الذين فضلوا السلاح على الدبلوماسية السلمية. .... سيتعين على أجيال عديدة من الدبلوماسيين المستقبليين إعادة بناء الثقة في روسيا والعلاقات الطيبة مع جيراننا التي فقدناها».
أطلق إيغور كوتشيتشكوف، رئيس شبكة مجتمع الميم الروسية، خطابًا مفتوحًا ضد الحرب وذكر فيه أن «هناك الكثير من المشاكل في بلدنا، بما في ذلك انتشار الأفكار المعادية للإنسان، والتي تأتي غالبًا من مسؤولين رفيعي المستوى. لنبدأ «باجتثاث النازيين» منهم». تلقى الخطاب المفتوح توقيعات من 150 ناشطًا روسيًا في مجال حقوق المثليين والمثليات ومزدوجي الميل الجنسي ومغايري الهوية الجنسانية.
استهلت المقاومة النسوية المناهضة للحرب، وهي واحدة من أولى الحملات التي تأسست لمعارضة الحرب، حملتها ببيان يقول إن «الحرب تؤدي إلى تفاقم عدم المساواة بين الجنسين وتقوض مكاسب حقوق الإنسان لسنوات عديدة» وأن «شعار الحرب قائم على «القيم التقليدية» التي أعلنتها الإيديولوجيات الحكومية»، والتي تتعارض مع حقوق الإنسان والتحرير.
بدأ ممثلو الفنون والعاملون في الثقافة الروسيين خطابًا مفتوحًا للتعبير عن التضامن مع الشعب الأوكراني والاحتجاج على الحرب. وقّع الرسالة 17,000 شخص اعتبارًا من الساعة 23: 00 بتوقيت موسكو في 27 فبراير 2022.
نحن، الفنانون، والأمناء، والمهندسون المعماريون، والنقاد، ونقاد الفن، ومديرو الفن -ممثلو الثقافة والفن في الاتحاد الروسي- نعرب عن تضامننا المطلق مع شعب أوكرانيا ونقول بحزم «لا للحرب!». نطالب بالوقف الفوري لجميع الأعمال العدائية وانسحاب القوات الروسية من أوكرانيا وإجراء محادثات سلام.
بدأ ليف بونوماريوف عريضة بعنوان (أوقفوا الحرب مع أوكرانيا! - لا للحرب). بحلول 4 مارس، وقع على العريضة أكثر من 1.18 مليون روسي.